# Beachamwell
Beachamwell es un pueblo y una parroquia civil del distrito de Breckland, en el condado de Norfolk (Inglaterra).

## Demografía
Según el censo de 2001, Beachamwell tenía 334 habitantes (173 varones y 161 mujeres). 47 de ellos (14,07%) eran menores de 16 años, 254 (76,05%) tenían entre 16 y 74, y 31 (9,28%) eran mayores de 74. La media de edad era de 46,42 años. De los 285 habitantes de 16 o más años, 65 (22,81%) estaban solteros, 163 (57,19%) casados, y 59 (20,7%) divorciados o viudos. 155 habitantes eran económicamente activos, 149 de ellos (96,13%) empleados y 6 (3,87%) desempleados. Había 5 hogares sin ocupar y 139 con residentes.